# Riksarkivarie

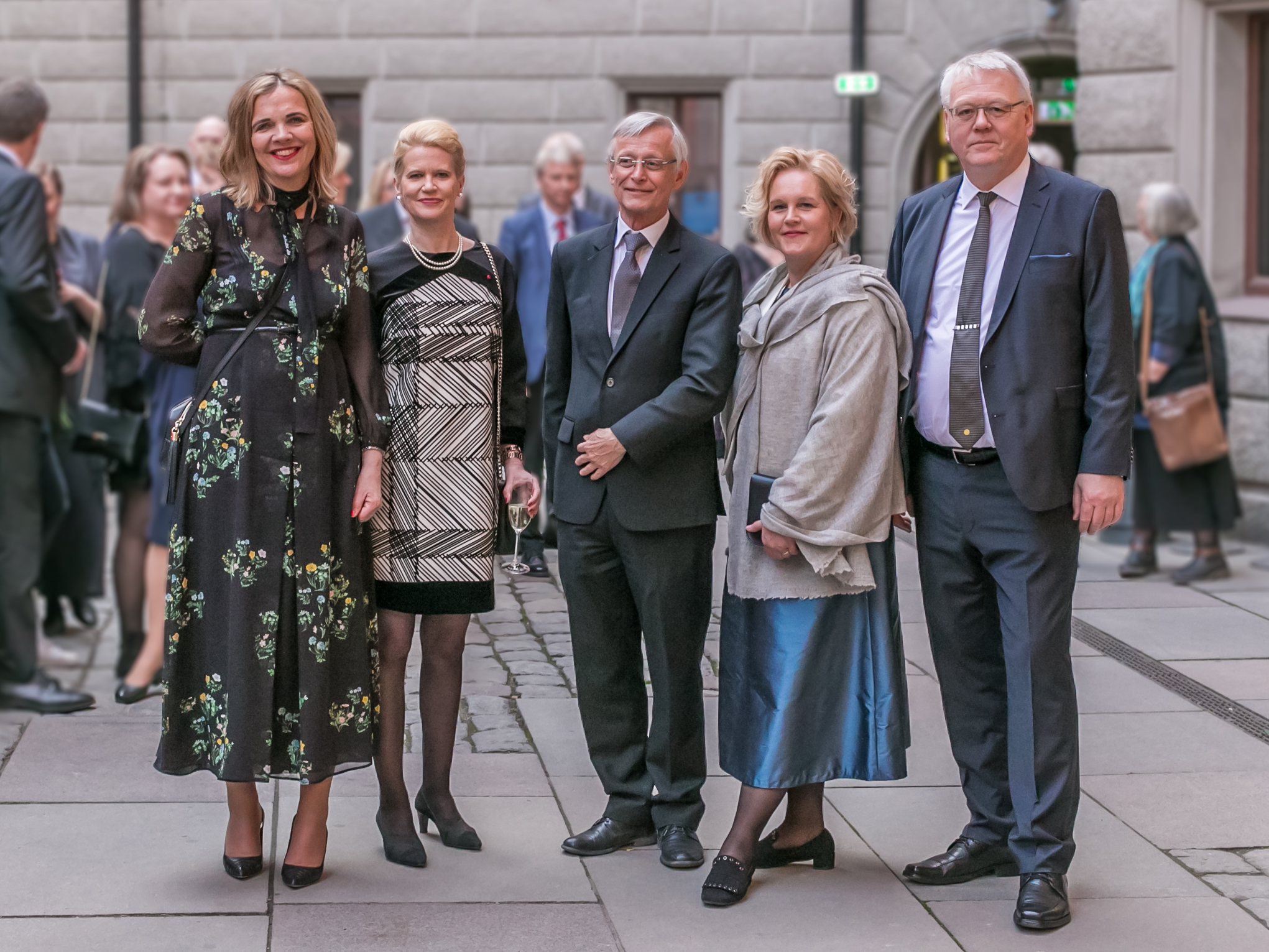
Norges riksarkivarie Inga Bolstad; forskningsdirektören vid Riksarkivet i Finland Päivi Happonen; Danmarks riksarkivarie Asbjørn Hellum; Sveriges riksarkivarie Karin Åström Iko; samt Islands riksarkivarie Eiríkur G. Guðmundsson.

Riksarkivarie är den högsta chefen för ett lands nationella arkiv och titeln för generaldirektören för Riksarkivet i såväl Sverige som i Finland.

## Riksarkivarien i Finland
Chefen för Riksarkivet och Arkivverket i Helsingfors är generaldirektör med titeln riksarkivarie.

## Riksarkivarien i Sverige
Enligt 1618 års kansliordning skulle en av sekreterarna i det kgl. kansliet ha "riksens archivum" som sitt ansvarsområde, och samma år utsågs Peder Månsson Utter till arkivsekreterare. Enligt kansliordningarna 1626 och 1661 skulle dessutom ett av kansliråden i det kungliga kansliet, med tiden kallat Kanslikollegium, såsom custos archivi ha översikt över arkivet, en funktion som under Jonas Bures tid tycks ha varit förenad med arkivsekreterarens och senare kom att fyllas av hovkanslern. Från 1650-talet och Erik Larsson Runells (senare adlad Palmskiöld) tillträde som arkivsekreterare var det i praktiken denne som var chef för Riksarkivet. Johan Gustaf Liljegren, arkivsekreterare och kansliråd, var den förste som 1835 erhöll titeln riksarkivarie.
Det svenska Riksarkivet ingick ända till 1878 som en del i Kanslikollegium, men frigjordes detta år, enligt en kunglig förordning från 1 juni 1877, och blev ett självständig ämbetsverk, och riksarkivarien fick därmed samma ställning som generaldirektörerna i andra verk.

### Custos archivi (1626 och 1661 års kansliordning)
- Carl Eriksson Oxenstierna (1626, d. 1629)
- Jonas Bure (1633-1649)
- Georg Stiernhielm (1649-1654)

### Arkivsekreterare i Riksarkivet (inom Kgl. Kansliet/Kanslikollegium)
- Peder Månsson Utter (1618-1623)
- Jonas Bure (1629-1633)
- Israël Israëlsson Lagerfeldt (1641-1650)
- Erik Larsson Runell, adl. Palmskiöld (archivarius 1651-1686)
- Sven Leijonmarck (1686-1701)
- Ludvig von Schantz (1701-1702)
- Elias Palmskiöld (1702-1719)
- Johan Fredrik von Schantz (1719-1728)
- Olof Estenberg (1728-1740)
- Anders Anton von Stiernman (1740-1765)
- Gustaf Ribbing (1765-1773)
- Carl Johan Strand (1773-1795)
- Carl Adlersparre (1795-1822)
- Olof Sundel (1822-1829)
- Johan Gustaf Liljegren (1829-1835)

### Riksarkivarier
(från 14 juli 1835)
- Johan Gustaf Liljegren (1835-1837)
- Hans Järta (1837-1844 [1846])

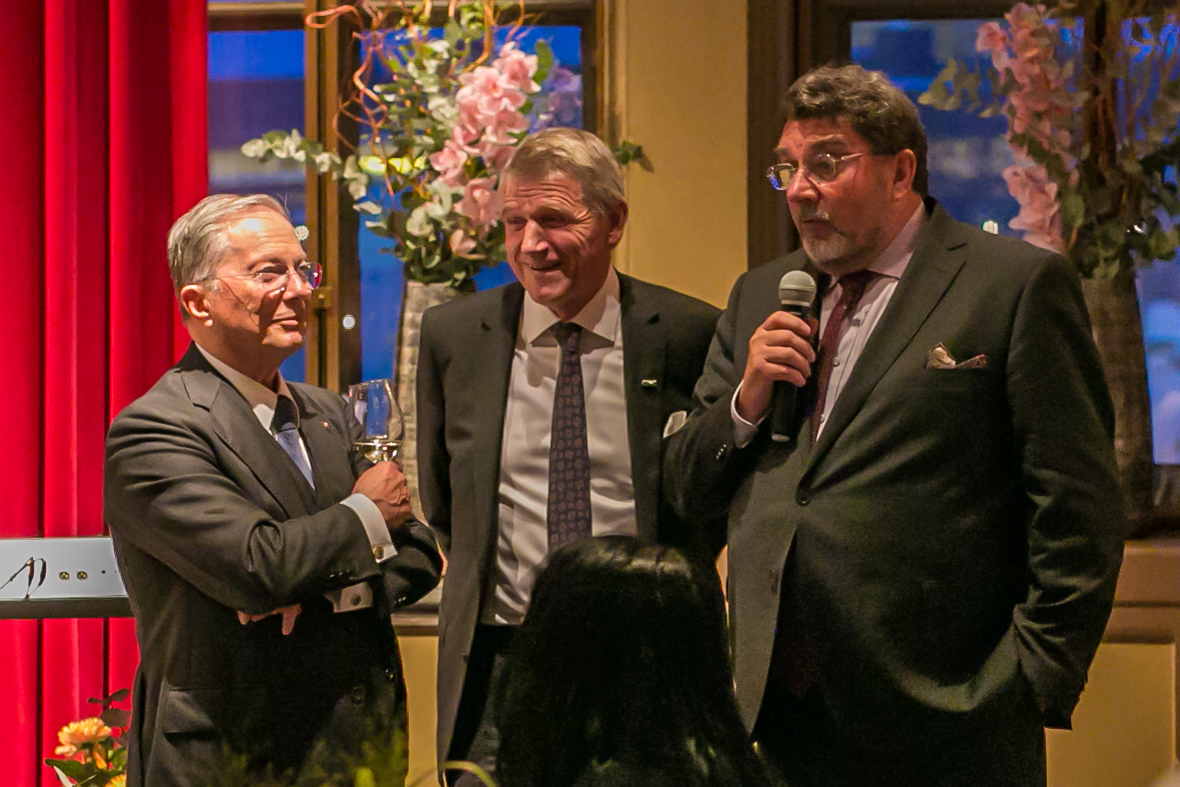
Erik Norberg, Tomas Lidman och Björn Jordell på Riksarkivets 400-årsjubileum i Stockholm 2018.

- Nils Wilhelm Forsslund (tillförordnad 1844-1845)
- Bror Emil Hildebrand (tillförordnad 1845-1846, 1847)
- Johan Jakob Nordström (1846-1874)
- Robert Mauritz Bowallius (1874-1882)
- Carl Gustaf Malmström (1882-1887)
- Claes Theodor Odhner (1887-1901)
- Emil Hildebrand (1901-1916)
- Samuel Clason (1916-1925)
- Johan Axel Almquist (tillförordnad 1923-1924)
- Helge Almquist (1926-1944)
- Bertil Boëthius (1944-1950)
- Ingvar Andersson (1950-1965)
- Åke Kromnow (1965-1979)
- Sven Lundkvist (1979-1991)
- Erik Norberg (1991-2003)
- Tomas Lidman (2003-2010)
- Björn Jordell (2010-2016)
- Karin Åström Iko (tillförordnad maj-september 2016, därefter ordinarie) [3][4]